# Jean Le Bel
Jean le Bel, (Lieja, c.1290-15 de febrero de 1370), también conocido como Jean Lebel o Jehan le Bel, es un cronista medieval, canónigo de Saint-Lambert. Fue descrito por Henri Pirenne como el primer gran prosista del siglo XIV. Jacques de Hemricourt lo elogió en el Miroir des nobles de Hesbaye, describiéndolo como alguien recto y generoso, amante de la poesía, la ropa hermosa y la caza.

## Biografía
Descendiente de una familia de patricios, su padre era concejal de Lieja, tras estudiar Derecho, se le conoce participando en la vida pública a partir de 1313, como preboste de Saint-Jean de Lieja. Fue a Inglaterra en 1327 y participó en la campaña militar contra Robert Bruce, con su hermano Enrique el Hermoso. Se hizo cercano a Juan de Henao, hijo del conde Juan I de Henao.
A pesar de su título de canónigo de la catedral de Saint-Lambert en Lieja, amaba la vida mundana y luchaba en ocasiones, llevando una vida alegre; tuvo hijos naturales —gemelos— reconocidos, nacidos con una joven de buena familia, cuando él mismo era más que maduro. Compuso una importante obra poética, pero está perdida.
En su obra titulada Vrayes chroniques (en realidad, Vraye hystoire du roi Edwart, Verdadera historia del rey Eduardo), iniciada en 1357, relata la primera parte de la guerra de los Cien Años, que abarca el período de 1326 a 1361, interrumpiendo su relato abruptamente. Habiendo emprendido este trabajo a petición de Juan de Henao, él mismo definió su tema como la historia del reinado de Eduardo III de Inglaterra pero también se ocupó de los acontecimientos de Flandes, Henao y Francia. Es un relato muy vivo, en dialecto valón, de los acontecimientos del momento que conoció y vivió, especialmente de la historia militar, en parte según sus propios recuerdos, en parte según el relato de testigos presenciales. 
Su notable estilo lo hizo exitoso. Su mirada lúcida, objetiva y su talento hacen de Juan el Hermoso una de las fuentes más importantes en el estudio de la primera fase de la guerra de los Cien Años.
Jean Froissart, que se inspiró en gran medida en ella para la redacción de la primera parte de sus Crónicas, reconoce su deuda en su prólogo:

Je me veux fonder et ordonner sur les vraies chroniques jadis faites et rassemblées par vénérable homme et discret seigneur monseigneur Jean le Bel, chanoine de Saint-Lambert de Liége, qui grand’cure et toute bonne diligence mit en cette matière, et la continua tout son vivant au plus justement qu’il pût, et moult lui coûta à acquerre et à l’avoir.
Me quiero basar y ordenar según las verdaderas crónicas anteriores que hizo y recopiló el venerable y discreto señor monseñor Jean le Bel, canónigo de Saint-Lambert de Liége, que gran cuidado y toda buena diligencia puso en este asunto, y lo continuó durante toda su vida. tan justamente como pudo, y le costó mucho adquirirlo y tenerlo.

Parte de la Crónica de Juan el Hermoso también se encuentra en la recopilación de Jean d'Outremeuse titulada Myreur des hystoirs.
La Crónica de Jean le Bel se había considerado perdida durante mucho tiempo, víctima sin duda del éxito de la de Froissart, que la reproduce muy extensamente. Fue encontrado en 1861 por el archivero-paleógracho Paul Meyer en un manuscrito de la Biblioteca Municipal de Châlons-en-Champagne, y hasta la fecha sólo se conoce este manuscrito.

## Homonimia
Se conserva una Crónica de Ricardo II desde el año 1377 hasta el año 1399, cuyo autor, en el prólogo, se denomina "Jean le Bel, ex canónigo de Saint-Lambert de Lieja". Obviamente no es lo mismo. Jean Alexandre Buchon, que publicó este texto en su Colección de Crónicas Nacionales Francesas en 1826, pensó que se trataba del nieto del primero, de uno de sus hijos naturales. Según Joseph Kervyn de Lettenhove, se trata de una simple confusión, ya que el autor ha reproducido torpemente el prólogo de Froissart al principio de su texto.

## Homenaje
En Outremeuse una plaza lleva su nombre, Place Jehan le Bel.